# 하대원
하대원(1985년 4월 28일~)은 대한민국의 남자 축구 선수로, 포지션은 수비수이다. 2013년부터 2014년까지 인도네시아 슈퍼리그에서 바리토 푸테라에서 활약했다.